# Huasca de Ocampo (kommun)
Huasca de Ocampo är en kommun i Mexiko.   Den ligger i delstaten Hidalgo, i den sydöstra delen av landet, 110 km nordost om huvudstaden Mexico City.
Följande samhällen finns i Huasca de Ocampo:
- Huasca de Ocampo
- La Loma
- San Jerónimo
- El Jilotillo
- La Palma
- San Lorenzo el Zembo
- El Tizal
- Agua Zarca
- Aguacatitla
- Santa María Regla
- San Juan Hueyapan
- La Lagunilla
- Tlaxcalera
- Yerbabuena
- Llano Grande
- Cruz Blanca
- Bermúdez
- Palma Antigua el Vite
- La Mora
- San Bartolomé
- Xúchil el Llano
- San Ignacio Ojo de Agua
- Palmillas
- El Contento
- El Huariche
- Tonteopa
- La Bolsa